# Station Groenekan West
Station Groenekan West, ook wel Groenekanschedijk is een voormalig spoorwegstation in Groenekan aan de Nederlandse spoorlijn Hilversum - Utrecht Lunetten, als zijtak van de Oosterspoorweg. Het station werd geopend op 10 juni 1874 en gesloten op 15 mei 1938.